# Marmosedio
Marmosedio (Mammusé in dialetto locale) è una frazione del comune di Fiamignano, in provincia di Rieti. Si trova nel Cicolano a circa 850 m s.l.m. Ha una popolazione di circa 25 abitanti. 

## Geografia fisica

### Territorio
Il borgo, circondato dai monti del Cicolano, si trova a breve distanza dall'altopiano di Rascino, situato a circa 17 chilometri. Dista 36 chilometri da Rieti e tre dal capoluogo comunale di Fiamignano. 

## Storia
Qui sorgeva uno dei santuari dell'antica città equicola di Cliternia, con mura in opera poligonali della fine del II secolo a.C. In seguito nello stesso luogo venne fondata la chiesa di San Lorenzo in Fano.

## Monumenti e luoghi d'interesse

### Architetture religiose
- Chiesa di San Lorenzo in Fano.

## Società

### Tradizioni e folclore
- 10 agosto, festa di san Lorenzo.
- Fino a circa il 1980 veniva festeggiata anche santa Barbara, il 4 dicembre.

## Geografia antropica

### Rioni
Il paese è suddiviso in tre rioni:
- Capolavilla: situato nella parte alta del paese.
- Perdesco: (in dialetto locale "u Perdiscu"), costituito successivamente agli altri rioni.
- Calenne: è il rione più a valle, è il fulcro della vita sociale del villaggio in quanto vi si trova piazza Calenne.

## Infrastrutture e trasporti

### Strade
Il paese è raggiungibile dall'uscita Valle del Salto dell'autostrada A24, da cui dista 16 chilometri, attraverso la strada statale 578 Salto Cicolana.